# Meines Vaters Straßenbahn
Meines Vaters Straßenbahn ist ein zweiteiliger Film des Fernsehens der DDR von Celino Bleiweiß aus dem Jahr 1980, nach der gleichnamigen autobiografischen Erzählung von Eberhard Panitz. Der Film erzählt die Geschichte des Dresdner Straßenbahnschaffners Rudolph Donath und seiner Familie, etwa vom Beginn des Zweiten Weltkriegs bis Anfang der 1950er Jahre, aus der Perspektive seines ältesten Sohnes Ralph.

## Handlung
Rudolph Donath, verheiratet mit Gerti und Vater zweier kleiner Söhne, Ralph und Achim, ist ein Mann von Ordnung, Pünktlichkeit und klaren Prinzipien. Er liebt seinen Beruf als Straßenbahnschaffner, weil bei der Bahn genau wie in seinem Leben alles „im Gleis“ bleibt. Doch dann kommt der Krieg und Rudolph muss erst an die Front und später in sowjetische Gefangenschaft. Gerti versucht verzweifelt, sich und die Kinder allein durchzubringen. Dabei hilft ihr auch ihr geschäftstüchtiger, aber etwas halbseidene Bruder Hans.
Den Kindern bleibt nicht verborgen, dass die Mutter eine längere Affäre mit dem Autoschlosser Alfred Fingerhut hat. Ralph, der ältere Sohn, hasst Alfred und wartet sehnsüchtig auf die Rückkehr des Vaters. Inzwischen wächst er heran und muss zur Hitlerjugend. Er erlebt als 13-Jähriger das Kriegsende und danach den beginnenden Neuaufbau des Schulsystems in der Sowjetischen Besatzungszone. Er darf die Oberschule besuchen, wo er für eine Schülerzeitung schreibt und erfahren muss, dass es auch unter dem neuen System keine wirklich freie Meinungsäußerung gibt.
Endlich kommt der Vater aus der Gefangenschaft zurück, doch die Familie hat sich entfremdet: Während Gerti, die inzwischen einen kleinen Lebensmittelladen führt, immer pragmatisch handelte, um die Familie zu ernähren, hält Rudolph an seinen alten Prinzipien fest und will nur als Schaffner arbeiten. Da die Straßenbahnen aber noch nicht fahren, ist er zunächst arbeitslos, muss dann als Gleisbauarbeiter anfangen und kann erst später seine Schaffnerstelle wieder antreten.
Ralph tritt der Freien Deutsche Jugend (FDJ) bei und macht Abitur. Er verliebt sich in Ursel, die bald darauf ungeplant schwanger von ihm wird. Nach dem Abitur ist sich Ralph immer noch unsicher über seine berufliche Zukunft. Er arbeitet zunächst in einer FDJ-Brigade beim Bau einer Talsperre. Dort erhält er die Nachricht, dass Ursel ihn verlassen hat und nach Berlin geht. Sie schreibt ihm, sie wolle das Kind bekommen, auch wenn er sich nie darauf gefreut habe.
Rudolph macht eine Weiterbildung zum Straßenbahnfahrer. Doch bei seiner ersten Fahrt merkt er, dass er die Verantwortung für so viele Fahrgäste psychisch nicht aushält und will seine schlechter bezahlte Schaffnerstelle zurück. Er fühlt sich als Versager, will Gerti und den Kindern nicht länger auf der Tasche liegen und verlässt die Familie. Später muss er wegen Gallensteinen ins Krankenhaus. Ralph besucht ihn dort, doch Rudolph verschweigt ihm, wie schlecht es ihm wirklich geht. Später erfährt die Familie nur durch eine Zeitungsanzeige von seinem Tod.
Diese Handlung wird eingerahmt von Szenen, in denen der erwachsene Ralph mit der Straßenbahn durch das gegenwärtige, modern wiederaufgebaute Dresden fährt und sich vorstellt, sein längst verstorbener Vater würde ihm noch einmal in seiner alten Schaffneruniform gegenübersitzen und er könnte sich mit ihm unterhalten.

## Produktion und Veröffentlichung
Meines Vaters Straßenbahn wurde im DEFA-Studio für Spielfilme in Potsdam-Babelsberg auf ORWO-Color gedreht und am 28. und 29. Dezember 1980 zum ersten Mal im 1. Programm des Fernsehens der DDR ausgestrahlt. Die Dramaturgie des Films lag in den Händen von Alfried Nehring und das Szenarium stammt von Eberhard Panitz.

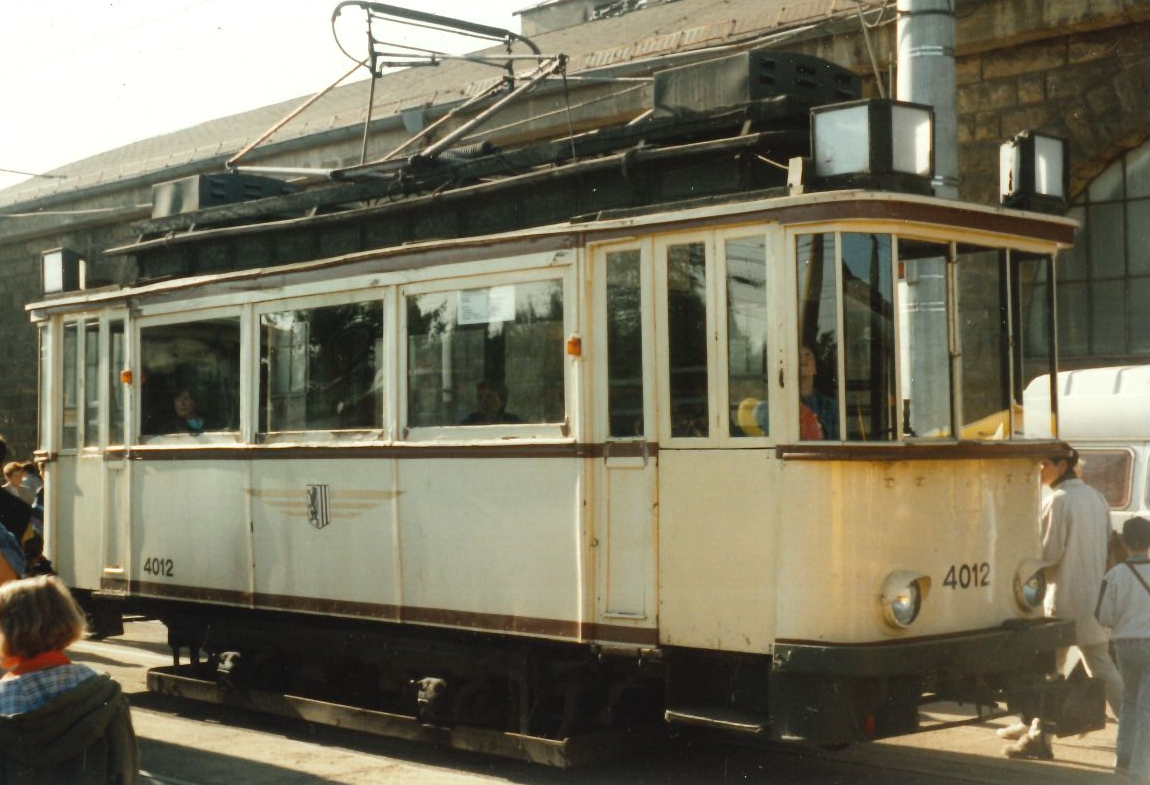
Der im Film als Arbeits-Triebwagen 3148 gezeigte Union-Triebwagen 4012, Foto: 1997

Ein 1911 in Dresden gebauter Straßenbahnwagen, der seit 1972 als Traditionsfahrzeug fungierte, wurde für den Film zum Arbeits-Triebwagen 3148 umgestaltet. Nach mehrfachen Umbauten ist er inzwischen als nicht betriebsfähiger Ausstellungswagen eins der ältesten Museumsfahrzeuge des Straßenbahnmuseums Dresden.

## Rezeption
„Hat Staub angesetzt.“